# نتروحلزونية موسكوية
نتروحلزونية موسكوية (بالإنجليزية: Nitrospira moscoviensis)‏ هي نوع بكتيريا من جنس نتروحلزونية، كان النوع الثاني المصنف تحت شعبة البكتيريا نتروحلزوناوات المؤكسدة للنتريت. هي بكتيريا سلبية الغرام غير متحركة تم اكتشافها في موسكو، روسيا في عام 1995.
```
واسم الجنس مشتق من السابقة 
Nitro
 وهي من 
نتريت
 (
مانح الإلكترون
 للمكروب) و 
spira
 وتعني لفافية أو حلزونية أو لولبية وهي مستوحات من شكل الميكروب.
[
4
]
 واسم النوع 
moscoviensis
 مشتق من 
موسكو
، حيث تم اكتشاف النوع لأول مرة.
[
4
]
 النتروحلزونية الموسكوية يمكن أن تستخدم في إنتاج 
البوليمر القابل للتحلل الحيوي
.
[
5
]
```